# 엥엘홀름

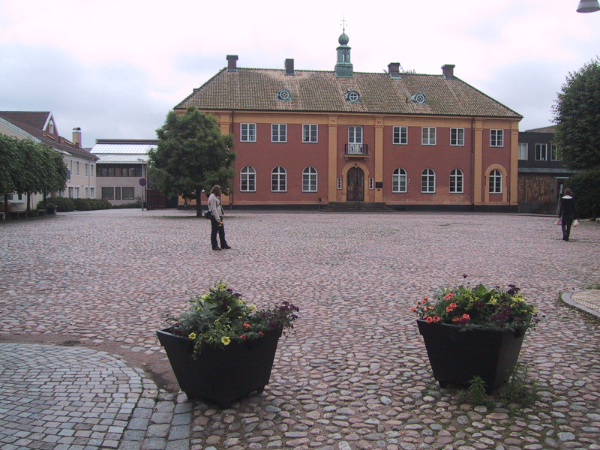
엥엘홀름 옛 법원 청사

엥엘홀름(스웨덴어: Ängelholm)은 스웨덴 스코네주에 위치한 도시로, 면적은 12.83km2, 인구는 23,240명(2010년 기준), 인구 밀도는 1,811명/km2이다. 카테가트 해협과 접하며 시내에서 6km 정도 뻗어 있는 모래 해변으로 유명한 도시이다.

시 문장

## 같이 보기
- 코닉세그